# Bathypolypus
Genre
Bathypolypus est un genre de mollusques céphalopodes octopodes.

## Liste des espèces
Selon World Register of Marine Species (31 mars 2024) :
- Bathypolypus arcticus (Prosch, 1849) - poulpe boréal (Northern Atlantic octopus)
- Bathypolypus bairdii (Verrill, 1873)
- Bathypolypus ergasticus (P. Fischer & H. Fischer, 1892)
- Bathypolypus pugniger Muus, 2002
- Bathypolypus rubrostictus Kaneko & Kubodera, 2008
- Bathypolypus sponsalis (P. Fischer & H. Fischer, 1892)
- Bathypolypus valdiviae (Thiele, 1915)